# Bestäubung

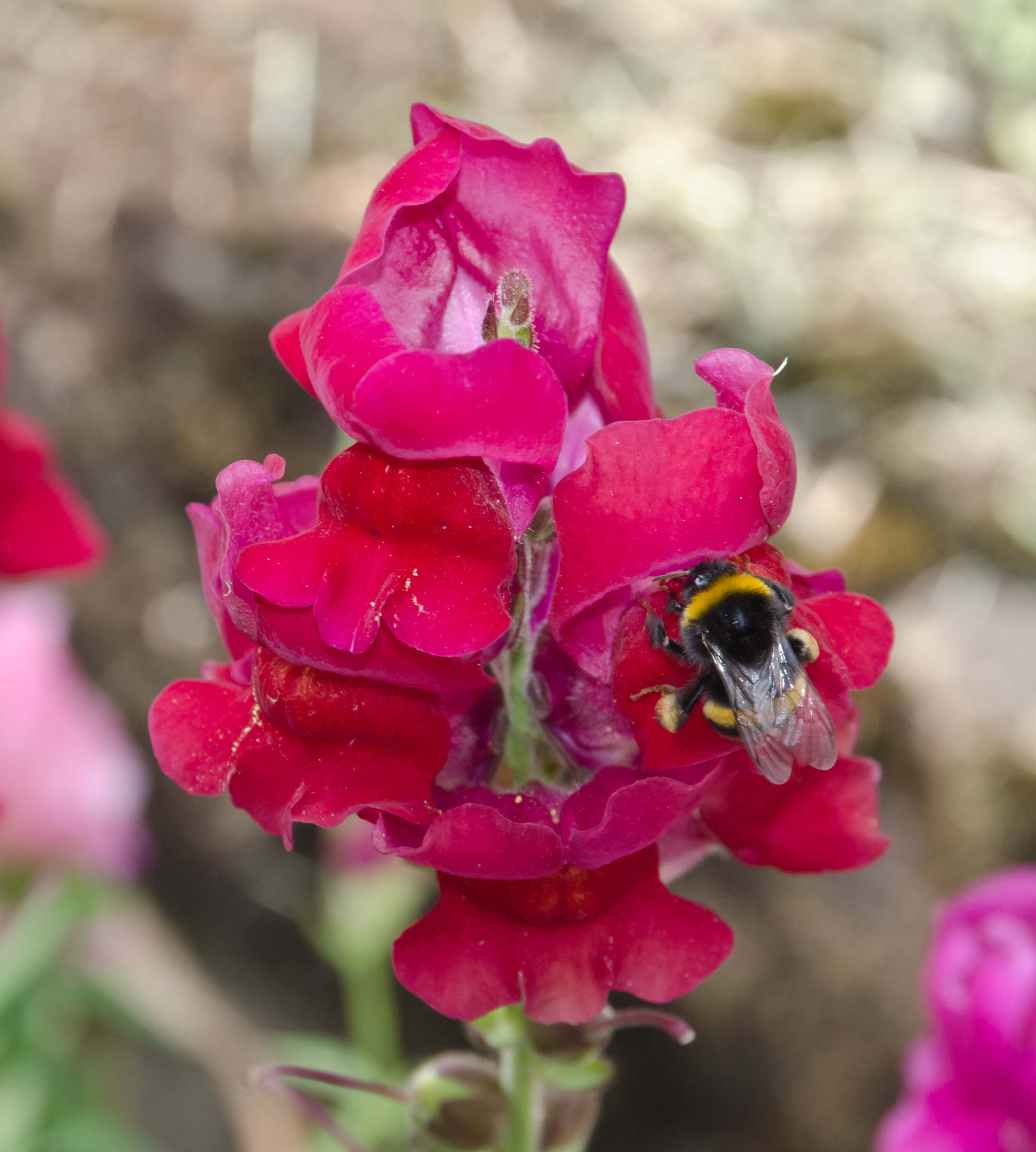
Eine Hummel trinkt Nektar in der Blüte eines Löwenmäulchens und bestäubt dabei unwissentlich die Narbe mit dem an ihr haftenden, von einer anderen Löwenmäulchenblüte stammenden Pollen.

Die Bestäubung ist bei der sexuellen Fortpflanzung der Samenpflanzen die Übertragung des Pollens mit den darin befindlichen Spermienzellen auf die Samenanlage (bei den Nacktsamern) oder auf die Narbe der Fruchtblätter (bei den Bedecktsamern). Jedes Pollenkorn bildet dann einen Pollenschlauch aus, der in Richtung der Eizelle wächst und dort die Spermienzellen entlässt. Durch Verschmelzung einer der Spermienzellen mit der Eizelle (Befruchtung) entsteht die Zygote, aus der der Embryo hervorgeht, der dann mit dem Samen verbreitet wird.
Der Pollen wird entweder durch den Wind oder durch blütenbesuchende Tiere, meist Insekten, übertragen. Die sehr widerstandsfähigen Pollenkörner sind in bis zu 270 Millionen Jahre alten Ablagerungen anzutreffen, und ihre freie Verbreitung durch den Wind überwiegt auch heute noch gegenüber der durch tierische Bestäuber.

## Ablauf

### Nacktsamer

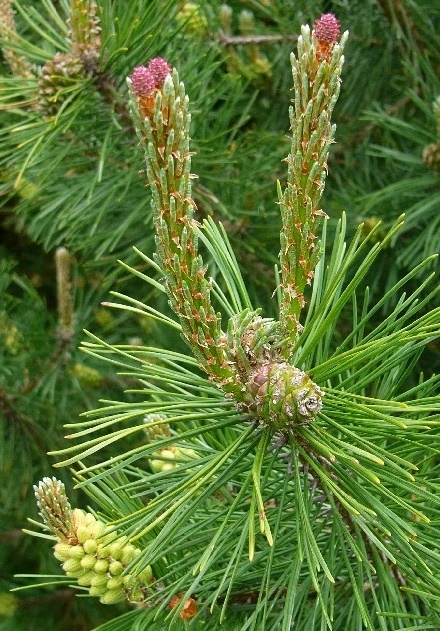
Berg-Kiefer, ein Nacktsamer.
Links unten männliche Blüte mit Pollensäcken (gelb), oben weibliche Blüten (pink), in der Mitte aus einer weiblichen Blüte entstandene Zapfen

Bei den Nacktsamern reißen die Pollensäcke auf, und die Pollenkörner werden als Pollenstaub in der Regel durch den Wind (Windblütigkeit) auf die freiliegenden (nackten – daher die Bezeichnung Nacktsamer) Samenanlagen übertragen. Durch eine Öffnung der Samenanlage, die Mikropyle, tritt ein Flüssigkeitstropfen aus, an dem die Pollenkörner haften bleiben. Durch Eintrocknung werden die Pollenkörner in die Pollenkammer gesogen. Anschließend wird die Mikropyle durch Zellwucherungen des umgebenden Integuments verschlossen. Die Keimung des Pollens erfolgt nicht sofort, sondern nach der Pollenruhe, wenige Tage bis ein Jahr später. Die beiden Spermazellen werden dann mit dem Pollenschlauch zur Eizelle gebracht. Eine Spermazelle degeneriert, die andere verschmilzt mit der Eizelle zur Zygote.

### Bedecktsamer

Schematische Darstellung der Blüte einer bedecktsamigen Pflanze:
1. Blütenboden
2. Kelchblätter
3. Kronblätter
4. Staubblätter mit Pollensäcken
5. Stempel mit verdickter Narbe

Bei den Bedecktsamern erfolgt die Übertragung der Pollenkörner auf die Narbe des Fruchtknotens durch den Wind, durch Tiere  oder selten durch Wasser (bei Wasserpflanzen). Das Pollenkorn enthält außer der vegetativen oder Pollenschlauchzelle meistens eine, bei manchen Pflanzen zwei Spermienzellen. Das Pollenkorn keimt, indem es Feuchtigkeit aufnimmt (Rehydratisierung). Dabei führt die Keimung eines Pollenkorns zur Induzierung der Keimung benachbarter Pollenkörner (Mentoreffekt). Der Pollenschlauch wächst zur Samenanlage im Fruchtknoten, wo er gewöhnlich durch die Mikropyle eindringt. Falls das Pollenkorn nur eine Spermienzelle enthielt, teilt sich diese nach der Keimung, sodass immer zwei Spermienzellen vorhanden sind. In der Samenanlage befindet sich der Embryosack, der meistens aus sieben Zellen besteht, darunter die Eizelle und die Zentralzelle. Nun kommt es zu einer doppelten Befruchtung (die nur bei den Bedecktsamern auftritt): Eine der Spermienzellen befruchtet die Eizelle, die andere die Zentralzelle. Während aus der befruchteten Eizelle (Zygote) der Embryo hervorgeht, entwickelt sich die befruchtete Zentralzelle zu einem Nährgewebe, dem Endosperm.

## Fremdbestäubung und Selbstbestäubung
In der Regel stammt der Pollen von einer anderen Blüte als der, welche bestäubt wird. Dies wird als Fremdbestäubung bezeichnet. Bei Pflanzen mit mehreren Blüten kann der Pollen von einer Blüte derselben Pflanze stammen, was als Nachbarbestäubung oder Geitonogamie bezeichnet wird. Meist stammt der Pollen aber von einer Blüte einer anderen Pflanze, dies wird Kreuzbestäubung oder Xenogamie genannt. Von Selbstbestäubung spricht man, wenn die Bestäubung innerhalb einer Blüte erfolgt, die Organe beiderlei Geschlechts besitzt (Zwittrigkeit oder Hermaphroditismus).
Eine Selbst- oder Nachbarbestäubung führt meist nicht zu einer Selbstbefruchtung, weil infolge einer Selbstinkompatibilität nur fremde Pollen zur Befruchtung gelangen.

## Windbestäubung und Tierbestäubung

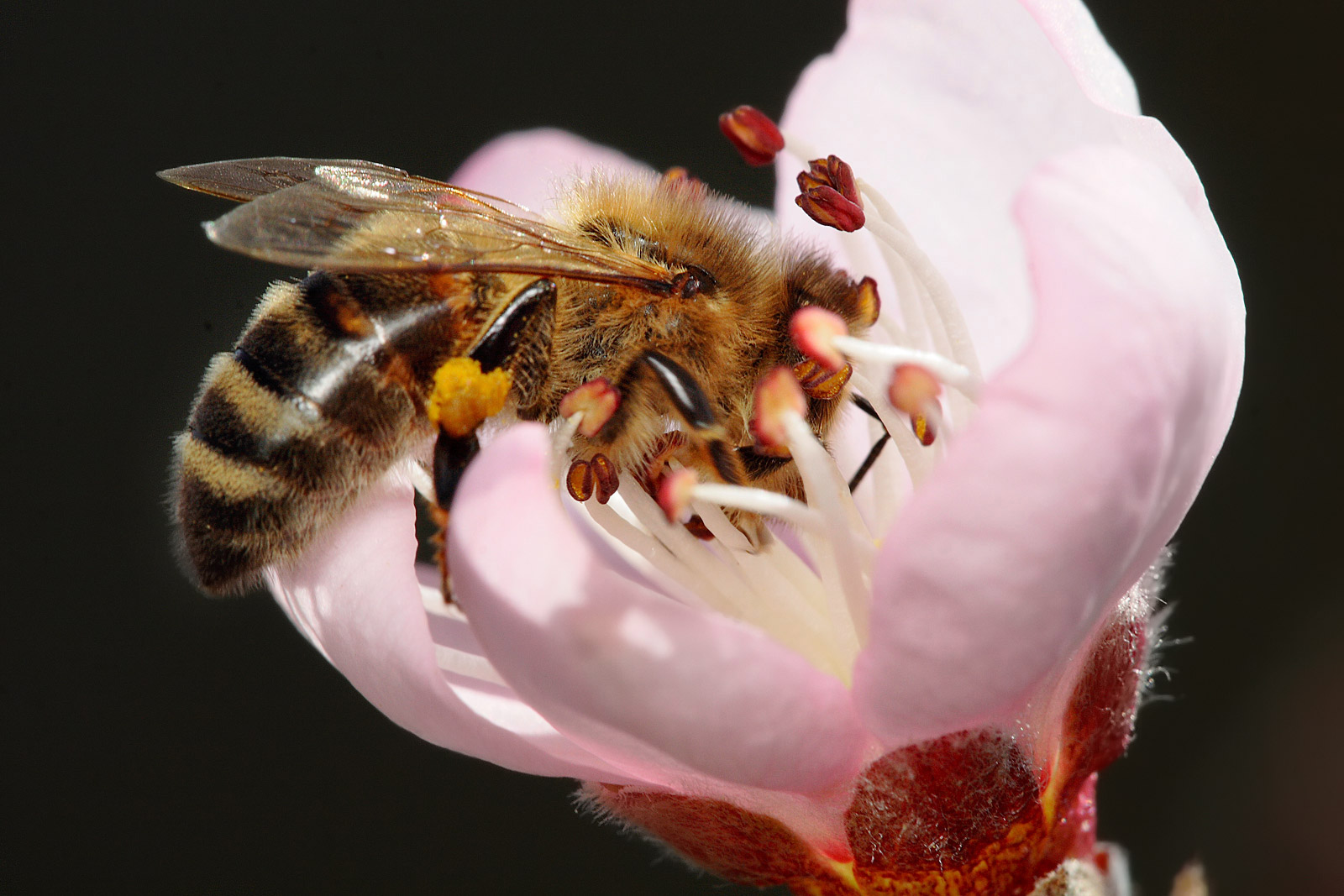
Eine Honigbiene auf einer Pfirsichblüte

Die Windblütigkeit oder Anemophilie ist die evolutionär ursprüngliche Form der Bestäubung. Bei ihr sind große Pollenmengen und eine gute Erreichbarkeit der Samenanlage bzw. der Narbe erforderlich. Die Pollenkörner sind klein und leicht, haben eine mehr oder weniger glatte Oberfläche und liegen als feiner, trockener Staub vor.
Bei der Bestäubung durch Tiere (Zoophilie) muss die Pflanze den Bestäuber auf ihre Blüten aufmerksam machen, die Aufnahme des Pollens und dessen Abgabe an der Narbe erreichen und durch „Belohnungen“ erreichen, dass der Bestäuber diese Aufgaben regelmäßig erfüllt. Die Aufmerksamkeit des Bestäubers erregt sie vor allem durch optische und chemische Reize: Farbe und Duft. Als Belohnungen dienen vor allem der nährstoffreiche Pollen, der in solchen Fällen im Überschuss angeboten wird, oder Nektar.
Die für den Menschen sichtbaren Blütenfarben beruhen vor allem auf wasserlöslichen Farbstoffen in den Vakuolen und fettlöslichen Farbstoffen in den Chromoplasten. In den Vakuolen handelt es sich hauptsächlich um Anthocyane oder Betalaine, die zumeist rot, rosa, violett oder blau erscheinen. In den Chromoplasten finden sich orangefarbene und gelbe Carotinoide. Der jeweilige Farbton hängt bei den Plastiden davon ab, welche Pigmente gebildet werden, während im wässrigen Milieu der Vakuolen der pH-Wert ausschlaggebend ist: Die in pflanzlichen Säften immer vorhandenen organischen Säuren wie Äpfelsäure und Citronensäure bewirken eine eher rote Färbung, während über die Wurzeln aufgenommene basische Mineralien eine eher blaue Färbung hervorrufen. Bestäubende Insekten wie die Honigbiene und Hummeln reagieren jedoch kaum auf Rot, sehr wohl aber auf das für Menschen nicht wahrnehmbare Ultraviolett, das ebenfalls auf Pigmenten in den Vakuolen beruht. In der modernen Landwirtschaft werden gezüchtete Insekten gezielt eingesetzt – es handelt sich um ein weltweit florierendes Geschäft, das im Fall der Hummeln seinen Ursprung in Belgien hat.